# Стоктон (Канзас)
Стоктон (енгл. Stockton) град је у америчкој савезној држави Канзас.

## Демографија
По попису из 2010. године број становника је 1.329, што је 229 (-14,7%) становника мање него 2000. године.
| Група             | 2000.         | 2010.         |
| Белци             | 1.453 (93,3%) | 1.270 (95,6%) |
| Афроамериканци    | 44 (2,8%)     | 6 (0,5%)      |
| Азијати           | 3 (0,2%)      | 3 (0,2%)      |
| Хиспаноамериканци | 30 (1,9%)     | 30 (2,3%)     |
| Укупно            | 1.558         | 1.329         |